# Guido Anzile
Guido Anzile (Pocenia, 26 settembre 1928 – Metz, 4 marzo 2022) è stato un ciclista su strada italiano naturalizzato francese.

## Carriera
Professionista dal 1952 al 1962, era fratello del ciclista Ugo Anzile, nonché nipote di Gino e Giuseppe Sciardis.

## Palmarès
- 1956 (	Mercier–BP–Hutchinson, una vittoria)

3ª tappa Circuit de Lorraine
- 1962 (	Mercier–BP–Hutchinson, una vittoria)

Classifica generale Circuit de Lorraine